# Von-Borries-Stift

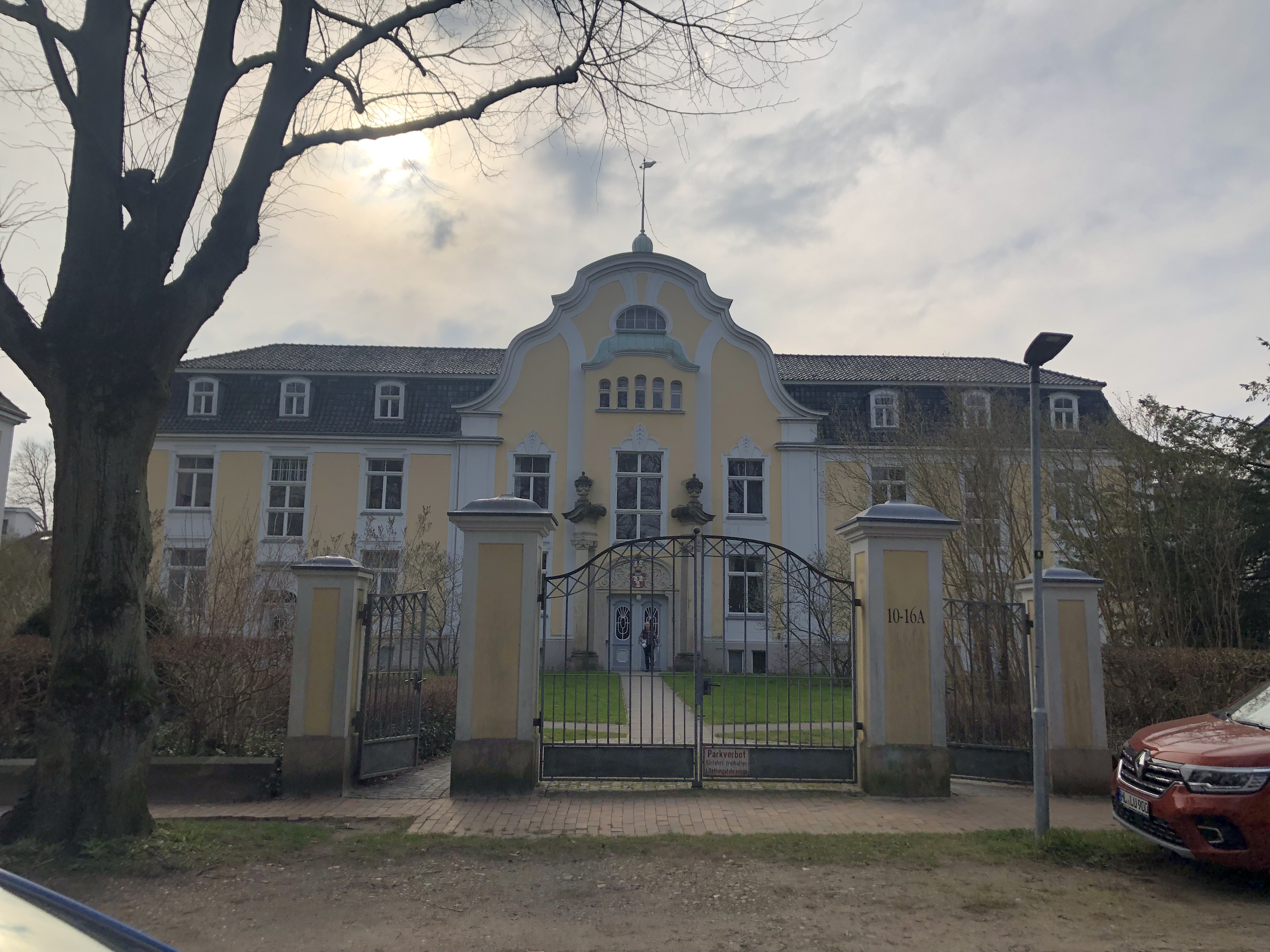
Von-Borries-Stift

Das Von-Borries-Stift ist eine Lübecker Stiftung, die in einem denkmalgeschützten Komplex aus drei Gebäuden ein Wohnstift mit heute 31 Wohnungen unterhält.

## Geschichte
Carl Adolf (auch Adolph) von Borries (* 2. März 1827 in Lübeck; † 18. August 1906 in Hamburg) entstammte dem ursprünglich Mindener Adelsgeschlecht von Borries. Er war ein jüngerer Sohn des Kaufmanns und Abgeordneten der Bürgerschaft Heinrich Johann von Borries (* 1789 in Minden; † 1858 in Lübeck) und dessen Frau Luise Anna Katharina, geb. Altmann (* 1787 in Rostock; † 1863 in Lübeck). Sein Bruder Julius von Borries (1818–1885) übernahm das väterliche Geschäft in Lübeck und war ebenfalls Abgeordneter der Lübecker Bürgerschaft.
Nach dem Besuch der von Carl Friedrich Christian von Großheim gegründeten privaten Realschule in Lübeck machte Carl Adolf eine Ausbildung zum Kaufmann in Hannover. 1848 wanderte er nach Südamerika aus. Er wirkte als Kaufmann in Rio de Janeiro und Buenos Aires. Ab 1861 betätigte er sich als Makler von Kupfer und Silber in Valparaíso. Hier kam er zu großem Wohlstand. 1867 kehrte er nach Deutschland zurück und lebte als Rentier in Hamburg. Er blieb unverheiratet.
Im April 1902 errichtete von Borries eine Stiftung zur Schaffung von Freiwohnungen für bedürftige Frauen „aus den gebildeten Ständen“ und stattete sie mit einem Kapital von 485.000 Mark aus. Erster Stiftungsvorsteher wurde Senator Johann Georg Eschenburg, gefolgt von Senator Emil Ferdinand Fehling.

## Gebäude
Der Architekt Paul Schöß errichtete 1902/03 auf dem Grundstück Parkstraße 10–16, direkt am Stadtpark Lübeck, ein Anwesen in neobarocken Formen. Schöß, dessen Bruder Julius Schöß wenig später auch den Neubau des St.-Johannis-Klosters in ähnlicher Formsprache plante, schuf ein palaisartiges Ensemble, bestehend aus dem Haupthaus sowie links und rechts zweigeschossigen Flügelbauten, die zum Stadtpark hin einem Ehrenhof bilden. Der Giebel ist mehrfach geschweift und plastisch durchgebildet. Es entstanden zwanzig Wohnungen: zwölf an den drei Eingängen des Haupthauses und je vier in den beiden Seitengebäuden. Jede Wohnung enthielt ein Wohnzimmer, ein Schlafzimmer, ein Mädchenzimmer für das Dienstmädchen, Küche, Bad und einen Kellerraum. Alle Wohnungen waren zum Vorderhof ausgerichtet, der durch einen Springbrunnen akzentuiert wurde. Der mittlere Eingang im Hauptgebäude ist durch einen Risalit mit Säulen aus Sandstein und von Borries’ Familienwappen als Tympanon herausgehoben. Zur Straße schließt ein schmiedeeisernes Gitter mit großzügigem Eingangstor das Gelände ab.
Paul Schöß wollte Wohnungen errichten, „bei denen mit geringen Mitteln ein freundlicher Gesamteindruck erzielt ist“. Er verband im Sinne der Reformarchitektur neubarocke Formen frei mit Jugendstilelementen und schuf so einen geschickten Entwurf, „der seine Wirkung nicht verfehlt und die vornehme Bewohnerschaft widerspiegelt“.
Ein ähnliches Wohnstift für Männer, das Heinrich-Gaedertz-Stift, entstand 1909 auf der anderen Seite des Stadtparks.

## Das Stift heute
Das Von-Borries-Stift ist heute eine der wenigen noch rechtlich selbstständigen Lübecker Stiftungen. Bei einer Erneuerung 1983 wurden die Wohnungsgrundrisse neu zugeschnitten, so dass der Komplex heute 31 Wohnungen statt der ursprünglich zwanzig enthält. 2005/2006 kam es mit finanzieller Unterstützung der Lübecker Possehl-Stiftung unter der Leitung des Architekten Justus Deecke zu einer „umfassenden Sanierung von Fenstern, Wohnungen, Dach und Fassaden“.
Die Stiftung wird heute von einem Vorstand aus drei Personen geleitet. Die Vermietung und Verwaltung erfolgt seit 2012 durch den Lübecker Bauverein.